# Bernd Kuchenbecker
Bernd Kuchenbecker (* 14. März 1920 in Berlin-Köpenick; † 2003 oder 2004) war ein deutscher Handballnationalspieler, der mit der deutschen Feldhandball-Nationalmannschaft 1952 Weltmeister wurde. Als Handballtrainer führte er die SG Leutershausen zum Meistertitel.

## Biografie
Kuchenbecker zog um 1945 nach Flensburg. Er wurde Mitglied des Flensburger Turnerbundes (FTB) und war nach der Abtrennung der Handballabteilung mit Siegfried Perrey maßgeblich an der Gründung des Sportvereins Sportfreunde Flensburg beteiligt, der mit bis zu fünf Nationalspielern eine bedeutende Rolle im norddeutschen Handball spielte. Kuchenbecker war ein guter Feldhandballer, spielte aber auch im Hallenhandball eine wichtige Rolle. Aufgrund seiner Leistungen wurde er schnell in die deutsche Feldhandball-Nationalmannschaft berufen. 1952 war er bei der Weltmeisterschaft im Feldhandball Mannschaftsführer der deutschen Nationalmannschaft, mit der er den Weltmeistertitel errang.
Seine dynamische Spielweise riss seine Mitspieler, u. a. Heinrich Dahlinger Bernhard Kempa und Jürgen Isberg mit und wurde allgemein anerkannt. Neben der Feldhandball-Nationalmannschaft wurde er auch in die Hallen-Nationalmannschaft berufen. Insgesamt nahm er an sechs Feld- und sechs Hallen-Länderspielen teil.
Nach dem Ende seiner aktiven Laufbahn als Spieler wurde er Trainer bei verschiedenen Vereinen, vor allem beim Bundesligisten SG Leutershausen, den er in der Saison 1967/68 zur deutschen Meisterschaft im Hallenhandball und in der Saison 1969 zur deutschen Meisterschaft im Feldhandball führte. Später war er niederländischer Nationaltrainer.
Im Zivilberuf war Kuchenbecker Lehrer an der Mürwiker Volksschule in Flensburg, ab 1952 Sport- und Biologielehrer am Flensburger Goethe-Gymnasium. Kuchenbecker gehörte 1991 zu den Gründungsmitgliedern des Freundeskreises des Deutschen Handballs. Auf der 5. Mitgliederversammlung dieses Vereins am 2. Mai 2004 gedachte man des Todes Kuchenbeckers.
Kuchenbecker befasste sich auch theoretisch mit dem Handballsport. Sein Buch Handballabwehrsysteme erschien in mehreren Auflagen.

## Auszeichnungen
Er wurde am 28. Juni 1953 mit dem Silbernen Lorbeerblatt ausgezeichnet.

## Veröffentlichungen
- Bernd Kuchenbecker: Hallenhandball-Abwehrsysteme, Bartels und Wernitz, Berlin u. a. 1974 und 1991 bei Philippka-Sportverlag, Münster